# John S. Fine
John Sydney Fine, född 10 april 1893 i Luzerne County i Pennsylvania, död 21 maj 1978 i Wilkes-Barre i Pennsylvania, var en amerikansk republikansk politiker. Han var Pennsylvanias guvernör 1951–1955.
Fine avled 1914 juristexamen vid Dickinson School of Law och deltog i första världskriget. Efter kriget var han verksam som advokat och från och med 1927 tjänstgjorde han som domare.
Fine efterträdde 1951 James H. Duff som Pennsylvanias guvernör och efterträddes 1955 av George M. Leader. Fine avled 1978 och gravsattes på Oak Lawn Cemetery i Lee Park i Luzerne County.